# سيدي زيان
سيدي زيان بلدية بدائرة السواقي ولاية المدية الجزائرية.